# Entrenamiento de fuerza
El ejercicio de fuerza es el uso de la resistencia para lograr la contracción muscular, y así incrementar la resistencia anaeróbica, la fuerza muscular y el tamaño de los músculos.

## Historia

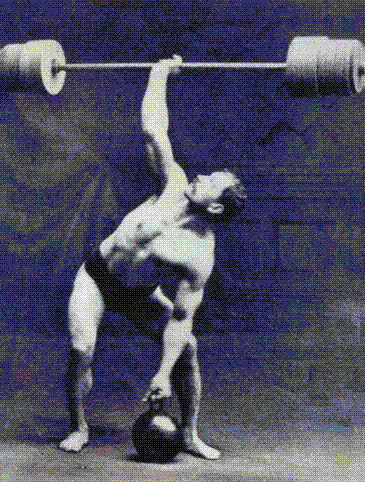
Antigua barra cargada con una pesa rusa en el suelo.

Hipócrates explicó por primera vez de que se trataba el entrenamiento con peso cuando escribió "el que utiliza esto se desarrolla, y quien no lo utiliza está desperdiciando su tiempo." El entrenamiento de resistencia progresiva data mínimamente de la Antigua Grecia, personajes legendarios como el luchador Milón de Crotona entrenaba llevando un ternero recién nacido sobre su espalda todos los días hasta que este creció. Otro griego, el médico Galeno, describió el entrenamientos de fuerza usando haleteres, una antigua forma de mancuernas durante el siglo II d. C..
Otro instrumento antiguo de ejercicio era el garrote hindú, el cual fue creado en la antigua Persia. Posteriormente, hacia el siglo XIX estos elementos se volvieron populares en Inglaterra y Estados Unidos.
La mancuerna propiamente dicha se unió a la barra a fines del siglo XIX. Las primeras barras tenían globos huecos que podían ser llenados con arena o perdigones de plomo, pero antes de comenzar el siglo XX fueron reemplazados por los actuales discos.
El entrenamiento de fuerza usando ejercicios isométricos fue popularizado por Charles Atlas en los años 30. Posteriormente, en los años sesenta se comenzó a implementar la máquina de ejercicio en los gimnasios. El entrenamiento de fuerza aumentó su popularidad en la década de 1980, debido en parte a la película de culturismo Pumping Iron y a la posterior popularidad de Arnold Schwarzenegger.

## Principios básicos
Los principios básicos del entrenamiento de fuerza implican una manipulación del número de repeticiones y series, además de una división muscular usando diferentes rutinas (las cuales no deben ser estáticas, ya que el cuerpo debe probar distintos tipos de entrenamiento). 

Los beneficios del entrenamiento de fuerza incluyen el aumento de masa muscular, fuerza del tendón y ligamento , densidad ósea, flexibilidad, tono, tasa metabólica y mejores posturas de apoyo.

## Leyes del entrenamiento de fuerza
Existen muchas denominaciones hacia las manifestaciones de fuerza, las cuales implican el desarrollo en diversas formas de ver el entrenamiento de la fuerza muscular, estos responden a las características del proceso de incremento de la fuerza mediante algunas directrices básicas a saber:
1. Desarrollo de la flexibilidad articular: El incremento de la flexibilidad permite mayor amplitud de movimiento, con lo cual favorecerá el desarrollo de la fuerza y el aumento de tensión muscular a lo largo de todo el movimiento.
2. Desarrollo de la fuerza de los tendones: Una mejor planificación y trabajo de los tendones, permitirá un proceso de refuerzo, profilaxis y ajuste a las sobrecargas sometida en sus bases y tendones.
3. Desarrollo de la fuerza del tronco: Se debe favorecer principalmente el mayor desarrollo de los músculos abdominales y espinales. Todo con la finalidad de evitar posibles desestabilizaciones, asimetrías y/o patologías por sobrecarga.
4. Desarrollo de los músculos estabilizadores: Si los músculos estabilizadores son débiles o poco entrenados inhiben la capacidad de contracción de los músculos motores primarios, por ello la importancia del fortalecimiento y desarrollo muscular de los músculos fijadores o estabilizadores
5. Desarrollo multiarticular: En el entrenamiento de la fuerza aplicada, no debemos entrenar solo en forma aislada, sino que debemos entrenar también los músculos en forma multiarticular, es decir varias articulaciones al mismo tiempo.

### Tipos de entrenamiento de fuerza

#### Algunos ejemplo
Se presentan algunos ejemplos de ejercicios de entrenamiento de la fuerza en un gimnasio en la galería de fotos, a continuación:

#### Entrenamiento con pesas
El entrenamiento con pesas es un método popular de entrenamiento de fuerza en el cual se usa la fuerza de gravedad (a través de discos y canicas) para que se produzca mayor amplitud del músculo que se opone a la contracción muscular. El entrenamiento con pesas provoca daños en los músculos. Esto se conoce como microtrauma. Estas pequeñas lesiones en el músculo contribuyen al cansancio experimentado tras el ejercicio. La reparación de los microtraumas forma parte del crecimiento muscular (hipertrofia). Para el entrenamiento culturista se utilizan normalmente rutinas de entrenamiento basadas en series y repeticiones.

#### Entrenamiento de resistencia

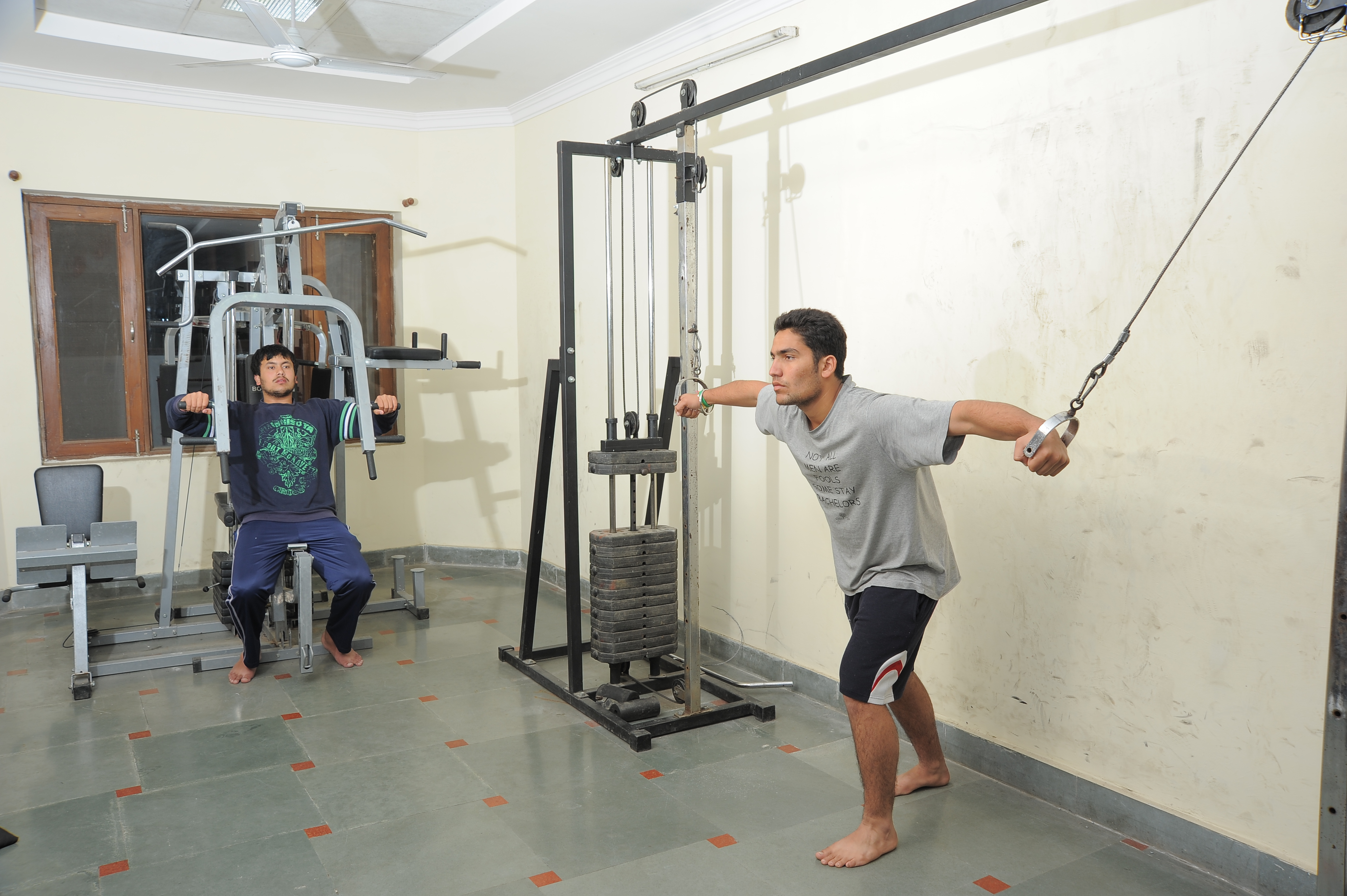
Se han desarrollado distintos aparatos para realizar ejercicios de resistencia. En la imagen vemos dos ejemplos de máquinas usadas en los gimnasios con dicho fin.

El entrenamiento de resistencia es un tipo de entrenamiento en el cual se realiza un esfuerzo contrario a una fuerza opuesta generada por la resistencia. El entrenamiento es isotónico si una parte del cuerpo se mueve en contra de una fuerza, y es isométrico si esa parte del cuerpo se mantiene en contra de dicha fuerza. El entrenamiento de resistencia se usa para desarrollar la fuerza muscular y el tamaño de los músculos.
La meta de este tipo de entrenamiento es en definitiva sobrecargar el sistema oseomuscular e incrementar su fuerza. Se ha demostrado que contribuye a fortalecer la masa ósea.

#### Entrenamiento isométrico
El ejercicio isométrico es un tipo de entrenamiento de fuerza en el cual el ángulo y la posición del músculo trabajado no cambia durante el movimiento. En este tipo de ejercicio el músculo trabajado se opone a una fuerza de la misma intensidad que la fuerza que puede llegar a ejercer el músculo.
Se usa una distinta cantidad de repeticiones según el objetivo:
Resistencia muscular - Se deben realizar de 15 a 20 repeticiones con peso relativamente bajo a la máxima (30-40%). También sirve para gastar ingentes cantidades de glucógeno y agotarlo rápidamente.
Beneficios: 
- Acostumbra a los músculos a soportar esfuerzos no muy altos durante más tiempo y con muy baja pérdida de rendimiento.

- Perfecto para agotar rápidamente las reservas energéticas y dar paso al ejercicio aeróbico.

Inconvenientes:
- No es un ejercicio preparado para la ganancia de fuerza ni reclutamiento de las unidades motrices

Hipertrofia (Sarcoplasmática) - Para ganar masa muscular rápidamente se realizan 8-12 repeticiones con 75-85
% de la carga máxima. Los depósitos del músculo se llenan de una sustancia energética denominada ATP y hace que se hinche. Es el tipo de ejercicio más común en gimnasios.
Beneficios:
- Es la mejor opción para la iniciación en el entrenamiento, ya que el cuerpo aprende a coger el hábito de manera normal

- Se consiguen rápidos resultados.

Inconvenientes:
- El músculo se hincha e impone socialmente, pero practicando sólo este tipo de entrenamiento la mejora de fuerza será más lenta ya que va dedicado más a trabajos de resistencia que de fuerza máxima propiamente dichos.

Fuerza muscular (miofibrilar/sarcolémica) y calidad muscular - Para entrenar la fuerza máxima, con una ganancia menor de volumen, se realizan 2-5 repeticiones con 85-95% de la carga máxima. Consiste en el aumento del número de miofribrillas dentro de la fibra muscular (4 a 6 repeticiones), lo que proporciona una mayor potencia contráctil y reclutamiento de un mayor número de fibras proporcionando fuerza neural (2 a 4).
Beneficios:
- El mejor método para conseguir fuerza máxima.

- Las ganancias de volumen son menores, pues se consigue un músculo magro y denso, sobre todo en repeticiones bajas y grandes cargas.

- Recluta un mayor número de fibras y mejora la eficiencia de calidad muscular, especialmente en repeticiones bajas y grandes cargas.

Inconvenientes:
- Al trabajar con cargas tan grandes, si no se ejecuta correctamente hay más propensión a sufrir lesiones.

- Normalmente al trabajar al máximo, es casi imposible trabajarlo correctamente sin un compañero.

- Requiere de 3 a 5 minutos de descanso entre series.

## Tipos de fuerza que el cuerpo desarrolla

### Fuerza máxima
Máxima contracción muscular voluntaria de la que el deportista es capaz. Requiere una total movilización de su sistema neuromuscular. No se debe confundir con la fuerza absoluta que es la posibilidad de reserva del sistema neuromuscular y que solo se produce cogiendo (electroestimulacion) pero no voluntarias (Platonov 2001, 319). lanzamientos, saltos, velocidad, deportes de contacto, etc.

### Fuerza explosiva
Capacidad neuromuscular para lograr altos índices de fuerza en el menor tiempo posible. Capacidad de vencer la fatiga, realizar un gran número de repeticiones de los movimientos o una ampliación prolongada de la fuerza en condiciones de contracción o una resistencia externa para un mejor desarrollo en el ejercicio.
Cuando la resistencia es notable se denomina "fuerza explosiva", cuando la resistencia es pequeña o media se llama "fuerza de salida". Es determinante en cualquier deporte, sprints, arrancadas...
Este tipo de fuerza nace de la misma situación que la fuerza máxima, es decir, calidad muscular a la par que cantidad muscular de fuerza, la única diferencia es la habilidad mental ejercida en cada caso.

### Resistencia
La resistencia se caracteriza por la capacidad motriz para que el corazón mantenga las contracciones musculares durante un tiempo prolongado y a su vez sin una disminución del rendimiento de trabajo.
Se trabaja realizando un número de ejercicios (de 8 a 12), llamados estaciones, durante un periodo de tiempo de 10 a 60 segundos. Estos ejercicios deben ser fáciles y conocidos en el que en cada uno se trabaje un grupo muscular diferente, descansando entre estaciones.

### Velocidad
Este tipo de Fuerza ofrece una alta energía y contracción muscular en un corto periodo de tiempo, estimulando las moto neuronas dentro del músculo de una manera más eficiente.
Definición: tipo de fuerza que se caracteriza por la realización del máximo grado de fuerza posible en el mínimo tiempo posible. De este 
modo,cuando hablamos de acciones explosivas, es evidente que la mayor capacidad física es la fuerza explosiva o rápida.